# Josei
El josei (女性?), también conocido como redīsu komikkusu (レディースコミックス lit. «cómics para mujeres»?) o redikomi (レディコミ?) es una demografía del manga dirigido especialmente para mujeres adultas. El equivalente masculino de la demografía seinen. En japonés, la palabra josei significa solamente "femenino" y no presenta ninguna connotación sexual.

## Historia
El manga josei, llamado también redikomi, apareció en los años 1980, durante el periodo boom del manga, cuando las chicas que leían manga shōjo querían contenido más maduro.
La primera revista en publicar este tipo de contenido fue Be-Love en 1980. A finales de los años 1980 aparecieron más revistas de este tipo y en la entrada de los años 1990 la cantidad aumentó hasta 50 revistas diferentes.
Las historias suelen tratar las experiencias diarias de las mujeres que viven en Japón. Aunque algunas cubren temas de mujeres de instituto, la mayoría cubren las vidas de mujeres adultas. Este estilo tiende a ser una versión más restringida y realista del shōjo, manteniendo los rasgos gráciles de los personajes pero deshaciéndose de los ojos grandes y vidriosos que abundan en este último género. Sin embargo, pueden encontrarse excepciones al estilo aquí descrito. Además, al contrario que el shōjo, el josei puede mostrar un romance realista (en oposición al conocido romance idealizado del shōjo).
Dentro del josei existe un subgénero dirigido a mujeres que tratan relaciones femeninas homosexuales, bastante parecido al yuri. Aunque es posible que los manga josei tengan elementos en la trama y personajes parecidos a un manga shōjo, existen otros donde no hay elementos románticos o el del género "recuentos de la vida", típicamente atribuidos a un manga shōjo.
La conocida revista Monthly Comic Zero Sum ha publicado algunas de las más populares series josei, incluidas: Makai Ōji: Devils and Realist, 07-Ghost, Loveless, Karneval, Are You Alice?, y +C: Sword and Cornett. Algunas otras revistas que publican contenido clasificado como josei son: La revista Be-Love, Kiss, Chorus, Elegance Eve y Dessert.
En España, es el género demográfico menos programado en televisiones de cobertura nacional.

## Ejemplos
Ejemplos de autoras de series josei son Kiriko Nananan, autora de Blue o Ai Yazawa, autora de Paradise Kiss.
Algunos ejemplos de series josei son: Angel Nest, The Aromatic Bitters, Be With You (manga), Between The Sheets, Blue, Bunny Drop, Chihayafuru, Happy Marriage!?, Honey and Clover, Make Love and Peace, Nodame Cantabile, Object of Desire, Paradise Kiss, Pet Shop of Horrors, Kuragehime, Suppli, Sweet Cream and Red Strawberries, Tramps Like Us, Walkin' Butterfly, With the Light, Love in the mask, Sakamichi no Apollon, Shōwa Genroku Rakugo Shinjū, entre otros.